# Phyllanthus angustifolius
Phyllanthus angustifolius là một loài thực vật có hoa trong họ Diệp hạ châu. Loài này được (Sw.) Sw. miêu tả khoa học đầu tiên năm 1800.

## Hình ảnh

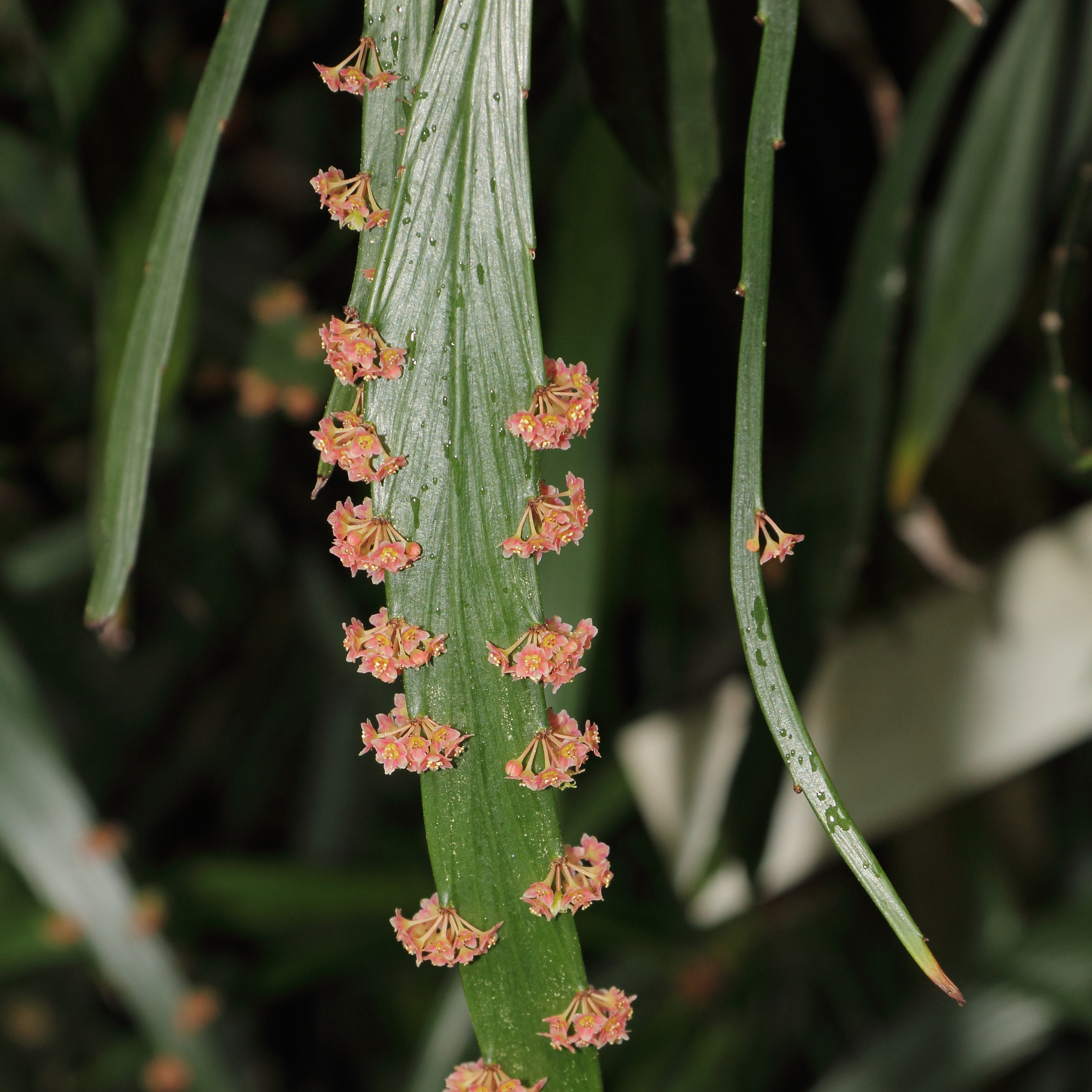
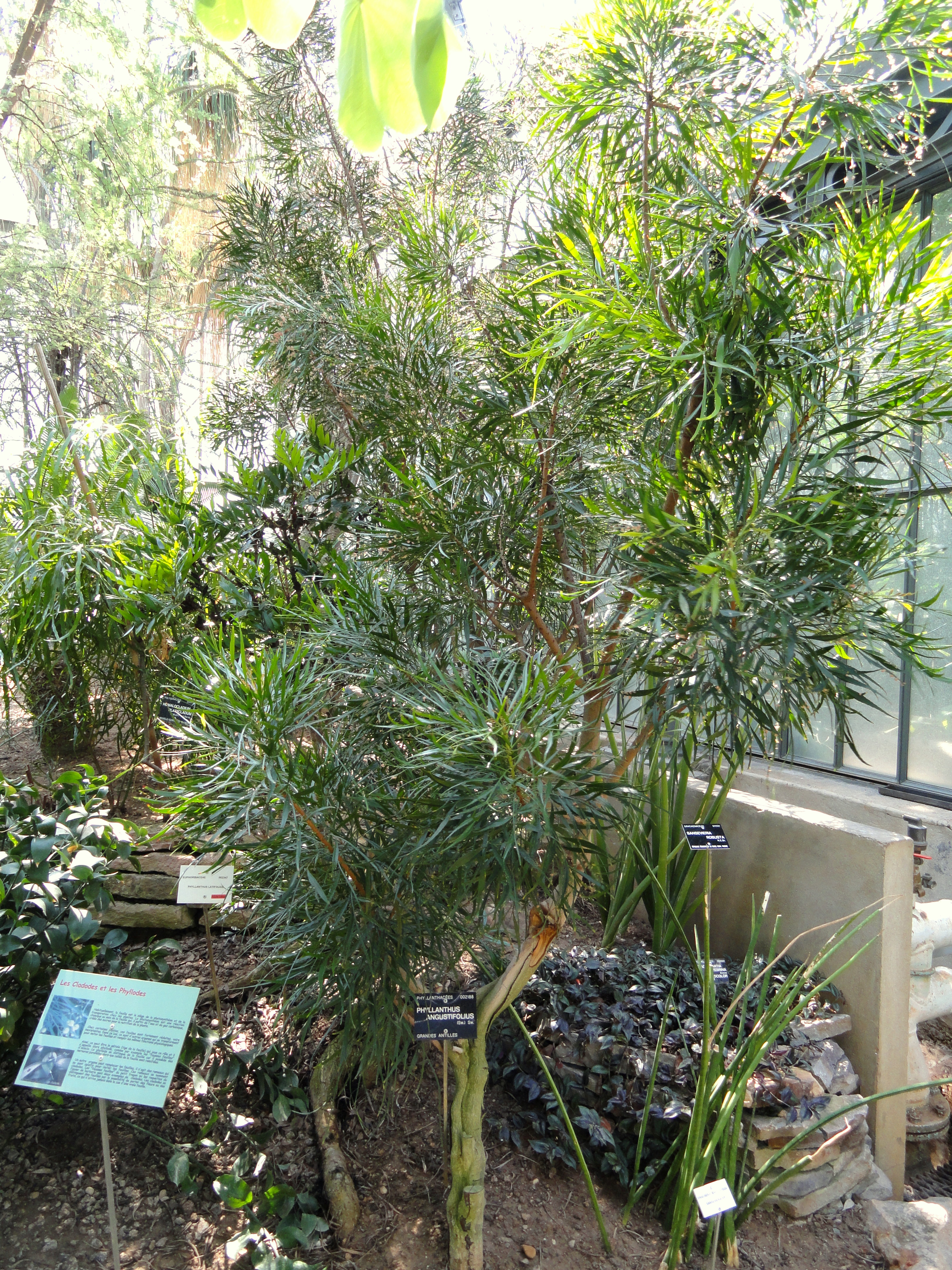
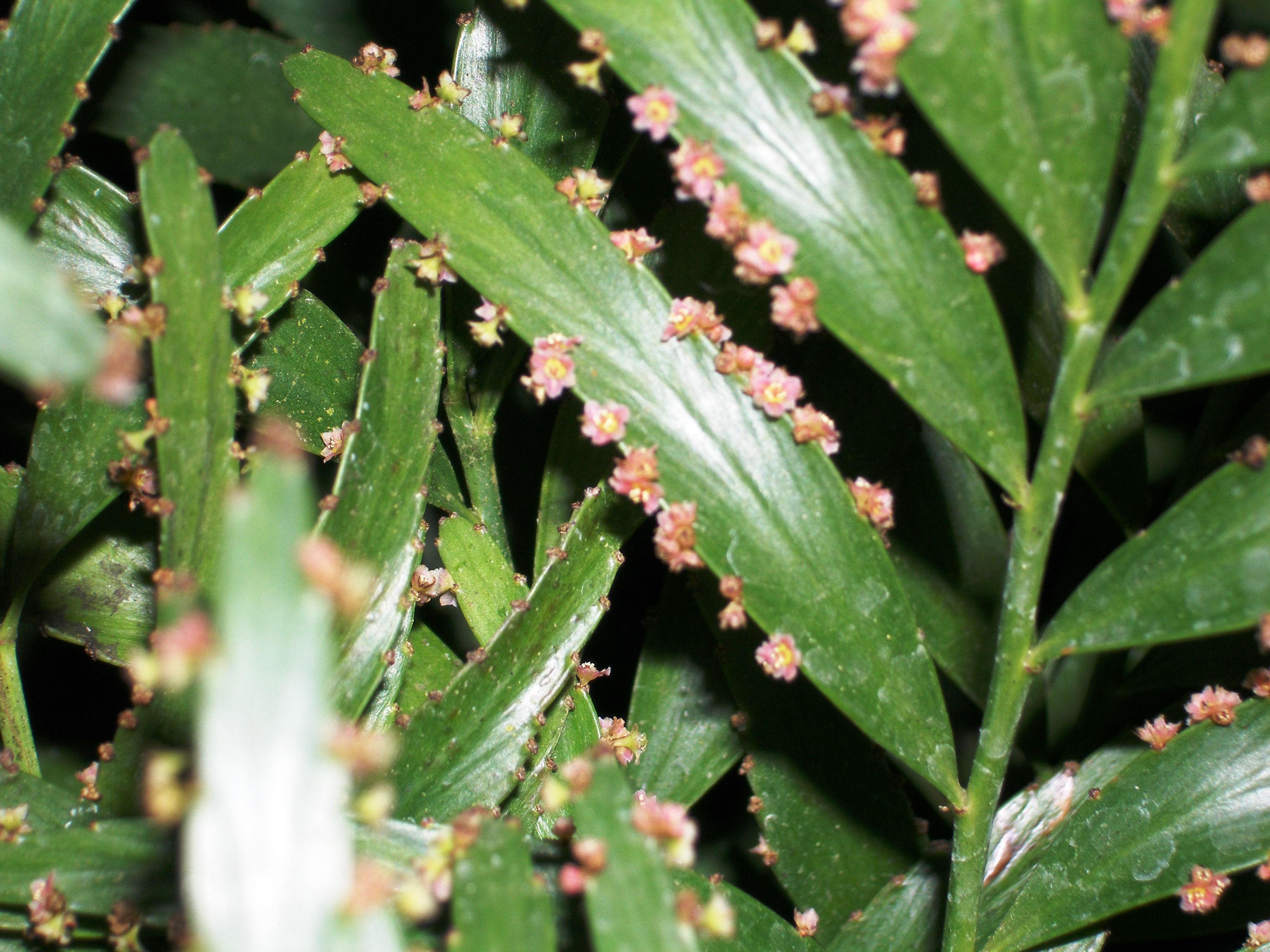
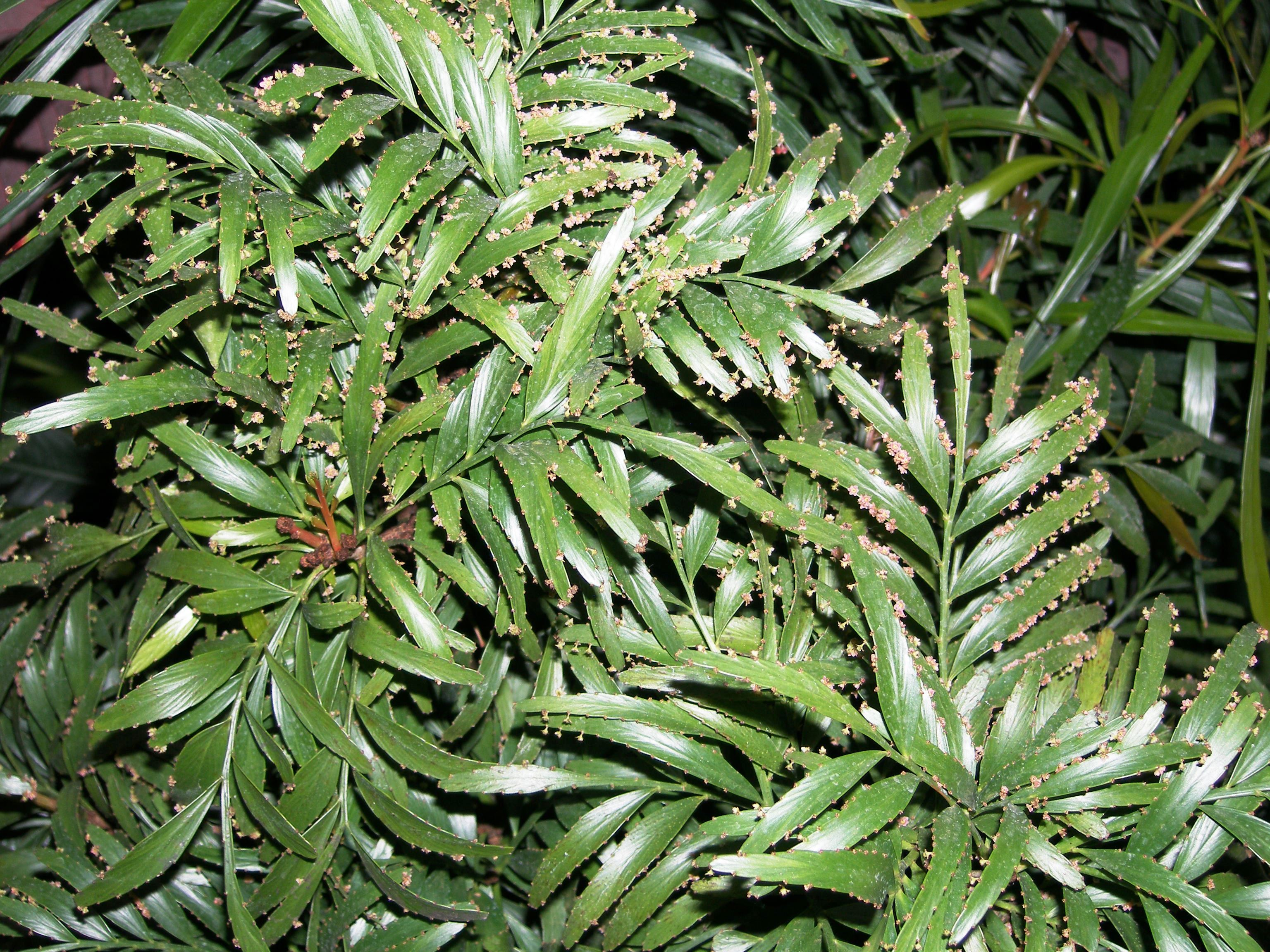